# Angelo Cattani da Diacceto
Angelo Cattani da Diacceto (1493 – 1574) è stato un vescovo cattolico italiano.

## Biografia
Nacque nel 1493, figlio del filosofo fiorentino Francesco Cattani da Diacceto. 
Intrapresa la carriera ecclesiastica, nel 1511 entrò nell'ordine domenicano. In seguito, governò la provincia romana, conoscendo Filippo Neri e Caterina de' Ricci. 
Il 15 novembre 1566 papa Pio V lo nominò, all'età di 73 anni, vescovo di Fiesole. Ricevette la consacrazione episcopale il 28 dicembre seguente nella sacrestia del Palazzo Apostolico a Roma dalle mani dell'arcivescovo Marcantonio Maffei, arcivescovo metropolita di Chieti (poi cardinale), co-consacranti i vescovi Girolamo Savorgnano, vescovo di Sebenico, ed Anton Maria Salviati, già vescovo di Saint-Papoul (poi cardinale).
Si era nel frattempo legato alla memoria di Girolamo Savonarola, adattandola però ai dettami del Concilio di Trento ed all'attività di inquisitore.
Nel corso del 1570 rinunciò alla diocesi fiesolana in favore del nipote Francesco, figlio del fratello Dionigi.
Morì nel 1574 e, nel 1583, il corpo fu sepolto nella cappella di San Jacopo (nel palazzo vescovile di Fiesole), nella tomba fatta preparare dal nipote.

## Genealogia episcopale
La genealogia episcopale è:
- Cardinale Marcantonio Maffei
- Vescovo Angelo Cattani da Diacceto, O.P.